# 생방송 야유회
'생방송 야유회는 지상파 DMB U1에서 방송되는 야구 전문 프로그램으로, 프로 야구 시즌에만 방송된다.
지난 경기 하이라이트 , 각 구단의 주간 기상도 , 주간 명장면, 당일 경기 관전포인트등을 다룬다.

## 같이 보기
- 아이 러브 베이스볼
- 베이스볼 S
- 베이스볼 투나잇 야
- 워너 B
- 사사구
- 이광용의 옐로우카드
- 슈퍼루키
- 브레이킹 뉴스
- 매냐스